# Manu Vallejo
Manu Vallejo, właśc. Manuel Javier Vallejo Galván (ur. 14 lutego 1997 w Chiclana de la Frontera) – hiszpański piłkarz grający na pozycji napastnika w Racingu de Ferrol.

## Życiorys
Jest wychowankiem Cádiz CF. W czasach juniorskich trenował także w Balón de Cádiz CF. W latach 2017–2019 występował w pierwszym zespole Cádiz. W 2019 roku odszedł za 5,5 miliona euro do Valencii CF. Od 31 stycznia do 30 czerwca 2022 przebywał na wypożyczeniu w Deportivo Alavés. 1 września 2022 odszedł do Girony FC. Następnie był wypożyczany do Realu Oviedo i Realu Saragossa.